# Tonda (rivier)
De Tonda (富田川, Tondagawa) is een rivier van 41 km in Japan geheel gelegen in de prefectuur Wakayama. De rivier wordt door de Japanse wet geclassificeerd als een rivier van tweede klasse. De rivier stroomt vanop de berg Ando (安堵山, Ando-san, 1184 m) in Tanabe en mondt uit in  Shirahama in de Grote Oceaan. Twee paden van de pelgrimsroute Kumano Kodo, de Nakahechi en de Ohechi lopen voor een deel langs de Tonda.

## Gemeenten waar de rivier passeert
- prefectuur Wakayama
  - Tanabe
  - Kamitonda
  -  Shirahama

## Autowegen
Volgende wegen lopen voor een deel parallel met de rivier :
- Autoweg 311
- Autoweg 371